# Brečevići
Brečevići is een plaats in de gemeente Tinjan in de Kroatische provincie Istrië. De plaats telt 195 inwoners (2001).